# El juicio de Salomón (Giorgione)
El juicio de Salomón es un cuadro pintado por el maestro italiano del Renacimiento Giorgione (1500-1501). Se encuentra en la Galleria degli Uffizi de Florencia.
El trabajo es de dimensiones y temática similar a La prueba de fuego de Moisés, también en los Uffizi. 

## Descripción
Se muestra a Salomón, rey de los judíos, en el trono, con los dignatarios de la corte y dos mujeres a sus pies. Las dos mujeres habían reclamado al mismo hijo como propio y habían apelado al rey. La decisión de Salomón de cortar al niño en dos y dar una mitad a cada una puso al descubierto a la que fingía serlo. Detrás de los personajes se encuentran dos grandes robles que dividen el cuadro en dos partes.
La pintura manifiesta algunos rasgos propios del autor, como la ropa lujosa, reflejo del modo de vida burgués y los contrastes de luces y sombras.
El tema es muy representado en la Historia del arte, como puede verse en los siguientes ejemplos:
- Liber chronicarum, libro de Hartmann Schedel, (grabado);
- El juicio de Salomón, cuadro de Rafael;
- El juicio de Salomón, cuadro de Nicolas Poussin.